# Хе (грузинська літера)
Хе (ჱე) — раніше восьма літера грузинської абетки, що позначає звук [ej]. В сучасній грузинській абетці відсутня, проте використовується у сванській мові на позначення звуку [e:]

## Історія
| Асомтаврулі | Нусхурі | Мхедрулі |
| ----------- | ------- | -------- |
|             |         |          |

## Юнікод
- Ⴡ : U+10C1
- ჱ : U+10F1